# Texinfo
Texinfo je systém projektu GNU určený pro vytváření hypertextové dokumentace v různých výstupních formátech (HTML, DVI, PDF, …) i pro tiskový výstup. Jedná se zároveň o formát zdrojového kódu a zároveň o počítačový program, který tento formát umí zpracovávat. Samotný program je napsaný v jazyce C. Je vyvíjen přímo nadací Free Software Foundation (a formát vymýšlel sám její zakladatel, Richard Stallman) a licencován licencí GNU GPL, jedná se tedy o svobodný software.

## Příklad zdrojového kódu
```
@ifnottex
@node Top
@top Short Sample

@insertcopying
@end ifnottex

@menu
* First Chapter::    The first chapter is the
                     only chapter in this sample.
* Index::            Complete index.
@end menu

```